# Mirra Alekszandrovna Andrejeva
Mirra Alekszandrovna Andrejeva (a nemzetközi szakirodalomban: Mirra Andreeva) (Krasznojarszk, Oroszország, 2007. április 29. –) párosban olimpiai ezüstérmes orosz hivatásos teniszezőnő.
2022-től profi teniszjátékos. Pályafutása során egyéniben 3 és párosban 2 WTA-, valamint 6 ITF-tornagyőzelmet aratott.
Juniorként egyéniben döntős volt a 2023-as Australian Openen. A felnőttek között először a 2023-as Roland Garroson játszott először, és a kvalifikációból a főtáblára feljutva a 3. körig jutott.  A Grand Slam-tornákon a legjobb eredményét egyéniben a 2024-es Roland Garroson érte el, ahol elődöntőt játszott. Párosban a 2025-ös Australian Openen és a 2025-ös Roland Garroson érte el legjobb eredményét, amelyeken az elődöntőig jutott. 2025 februárjában a WTA történetében legfiatalabb játékosként megnyert egy WTA1000-es tornát Dubajban, és ezzel a világranglistán a Top10-be került. Legjobb világranglista helyezése egyéniben az 5. hely, amelyre 2025. július 14-én került, párosban a legjobbjaként a 13. helyen állt 2025. június 30-án.
2024-ben a párizsi olimpián Gyiana Snajgyerrel párosban ezüstérmet nyert.
Testvére, Erika Andrejeva is hivatásos teniszező. 2022 óta Cannes-ban élnek.

## Pályafutása

### Junior versenyek
2019-ben megnyerte a 12 év alatti lányok versenyét az Orange Bowlon.
2020 októberében szerepelt első junior tornáján, majd novemberben szabadkártyásként indulva megnyert egy J4 kategóriájú tornát Antalyában. 2021. áprilisban J3 kategóriájú tornát nyert Almetievskben. 2021. augusztusban egy J1 kategóriájú tornán Amerikában a döntőig jutott, ahol a cseh Brenda Fruhvirtová ellen szenvedett vereséget. 2021 októberében megnyert egyéniben egy J2 kategóriájú tornát Vigóban, és párosban egy J1 kategóriájú tornát Sanxenxóban. 2023. januárban párosban győzött egy J300-as tornán Traralgonban. A 2023-as Australian Openen a junior lányok versenyén döntőt játszott. 2023 májusában a junior világranglista élére került.

### A felnőtt mezőnyben
Első felnőtt ITF-tornáján 2022. februárban vett részt, és áprilisban már két egymás utáni héten is megnyerte az Antalyában rendezett 15 000 dolláros tornát. Júliusban a kvalifikációból indulva 25 000 dolláros tornát nyert Segoviában. Novemberben Meeitarban 60 000 dolláros tornán végzett az első helyen, a döntőben a svéd Rebecca Petersont győzve le.
2023 áprilisában Chiassóban újabb 60 000 dolláros tornán győzött, ahol az elődöntőben az argentin Nadia Podoroskát ütötte el a döntőtől, majd egy héttel később a bellinzonai 60 000 dolláros tornán a döntőben Fiona Ferro ellen is győzni tudott.
Első WTA-tornáján 2022 októberében Monasztirban szabadkártyával indulhatott, és az 1. fordulóban vereséget szenvedett Anasztaszija Potapovától. 2023 április végén 15 évesen, ekkor a világranglista 194. helyezettjeként a Madrid Open WTA1000-es tornán szabadkártyásként a legjobb 16 közé jutott olyan versenyzőket győzve le, mint Leylah Fernandez, Beatriz Haddad Maia és Magda Linette, végül a későbbi győztes Arina Szabalenka állította meg. A 2023-as Roland Garroson a kvalifikációból indulva a főtábla 3. körében Cori Gaufftól szenvedett vereséget. A 2023-as wimbledoni teniszbajnokságon ismét a kvalifikációból indulva ezúttal már a 4. körig jutott, a főtáblán legyőzve a 10. kiemelt Barbora Krejčíkovát, valamint a 22. kiemelt Anasztaszija Potapovát is. A 4. körben Madison Keystől szenvedett vereséget.
2024-ben negyeddöntős volt Brisbane-ben, majd az Australian Openen legyőzve többek között a 6. kiemelt Unsz Dzsábirt is, ismét a 4. körig jutott, ahol Barbora Krejčíkovától szenvedett vereséget. A WTA1000-es Madrid Openen ebben az évben már a negyeddöntőig jutott, és ismét Arina Szabalenka állította meg győzelmi sorozatát. A 2024-es Roland Garroson a negyeddöntőben legyőzve Arina Szabalenkát, elődöntőt játszhat.

## Junior Grand Slam döntői

### Egyéni

#### Elveszített döntői (1)
| Év   | Bajnokság       | Borítás | Ellenfél         | Eredmény         |
| ---- | --------------- | ------- | ---------------- | ---------------- |
| 2023 | Australian Open | Kemény  | Alina Kornyejeva | 7–6(2), 4–6, 5–7 |

## WTA döntői

### Egyéni

#### Győzelmei (3)
| Összesítés                  |
| Grand Slam-torna (0)        |
| WTA 1000 (kötelező)* (2)    |
| WTA 1000 (nem kötelező) (0) |
| WTA 500 (0)                 |
| WTA 250 (1)                 |

| No. | Dátum             | Torna                                                      | Borítás | Ellenfél a döntőben | Eredmény              | Megj. |
| --- | ----------------- | ---------------------------------------------------------- | ------- | ------------------- | --------------------- | ----- |
| 1.  | 2024. július 28.  | Iași Open, Jászvásár, Románia                              | Salak   | Elina Avaneszjan    | 5–7, 7–5, 4–0 feladta |       |
| 2.  | 2025. február 22. | Dubai Tennis Championships, Dubaj, Egyesült Arab Emírségek | Kemény  | Clara Tauson        | 7–6(1), 6–1           |       |
| 3.  | 2025. március 16. | Indian Wells Open, Indian Wells, Amerikai Egyesült Államok | Kemény  | Arina Szabalenka    | 2–6, 6–4, 6–3         |       |

#### Elveszített döntői (1)
| No. | Dátum             | Torna                     | Borítás | Ellenfél a döntőben | Eredmény      | Megj. |
| --- | ----------------- | ------------------------- | ------- | ------------------- | ------------- | ----- |
| 1.  | 2024. október 20. | Ningbo Open, Ningpo, Kína | Kemény  | Darja Kaszatkina    | 0–6, 6–4, 4–6 |       |

### Páros
| Összesítés                  |
| Grand Slam-torna (0)        |
| WTA 1000 (kötelező)* (1)    |
| WTA 1000 (nem kötelező) (0) |
| WTA 500 (1)                 |
| WTA 250 (0)                 |
| Olimpia (0)                 |

#### Győzelmei (2)
|    | Dátum             | Torna                            | Borítás | Partner         | Ellenfelek a döntőben          | Eredmény a döntőben | Eredmény a döntőben |
| 1. | 2025. január 5.   | Brisbane International, Brisbane | Kemény  | Gyiana Snajgyer | Priscilla Hon Anna Kalinszkaja | 7–6(6), 7–5         |                     |
| 2. | 2025. március 31. | Miami Open, Miami                | Kemény  | Gyiana Snajgyer | Cristina Bucșa Kato Miju       | 6–3, 6–7(5), [10–2] |                     |

#### Elveszített döntői (1)
|    | Dátum              | Torna                                    | Borítás | Partner         | Ellenfelek a döntőben       | Eredmény a döntőben | Eredmény a döntőben |
| 1. | 2024. augusztus 4. | 2024. évi nyári olimpiai játékok, Párizs | Salak   | Gyiana Snajgyer | Sara Errani Jasmine Paolini | 6–2, 1–6, [7–10]    | részletek           |

## ITF döntői

### Egyéni: 7 (6–1)
| Díjazás              |
| -------------------- |
| $100,000 torna       |
| $80,000 torna        |
| $60,000 torna        |
| $25,000 torna        |
| $10,000/15,000 torna |

| Borításonként |
| ------------- |
| Kemény (2–1)  |
| Salak (4–0)   |
| Fű (0–0)      |
| Szőnyeg (0–0) |

| Eredmény | Gy–V | Dátum          | Torna                         | Borítás | Ellenfél             | Eredmény         |
| -------- | ---- | -------------- | ----------------------------- | ------- | -------------------- | ---------------- |
| Döntős   | 0–1  | 2022. február  | ITF Sharm El Sheikh, Egyiptom | Kemény  | Cody Wong            | 4–6, 1–6         |
| Győztes  | 1–1  | 2022. április  | ITF Antalya, Törökország      | Salak   | Martina Colmegna     | 6–7(6), 6–0, 6–2 |
| Győztes  | 2–1  | 2022. április  | ITF Antalya, Törökország      | Salak   | Silvia Ambrosio      | 7–5, 6–2         |
| Győztes  | 3–1  | 2022. július   | ITF El Espinar, Spanyolország | Kemény  | Eva Guerrero Álvarez | 6–4, 6–2         |
| Győztes  | 4–1  | 2022. november | Meitar Open, Izrael           | Kemény  | Rebecca Peterson     | 6–1, 6–4         |
| Győztes  | 5–1  | 2023. április  | Chiasso Open, Svájc           | Salak   | Céline Naef          | 1–6, 7–6(3), 6–0 |
| Győztes  | 6–1  | 2023. április  | Bellinzona Ladies Open, Svájc | Salak   | Fiona Ferro          | 2–6, 6–1, 6–4    |

## Eredményei Grand Slam-tornákon

### Egyéni
| Grand Slam | Australian Open | Australian Open    | Roland Garros | Roland Garros   | Wimbledon   | Wimbledon          | US Open  | US Open         |
| Év         | Eredmény        | Utolsó ellenfél    | Eredmény      | Utolsó ellenfél | Eredmény    | Utolsó ellenfél    | Eredmény | Utolsó ellenfél |
| 2023       | –               | –                  | 3. kör        | Cori Gauff      | 4. kör      | Madison Keys       | 2. kör   | Cori Gauff      |
| 2024       | 4. kör          | Barbora Krejčíková | Elődöntő      | Jasmine Paolini | 1. kör      | Brenda Fruhvirtová | 2. kör   | Ashlyn Krueger  |
| 2025       | 4. kör          | Arina Szabalenka   | Negyeddöntő   | Loïs Boisson    | Negyeddöntő | Belinda Bencic     |          |                 |

### Páros
| Grand Slam | Australian Open          | Australian Open                        | Roland Garros            | Roland Garros                      | Wimbledon                    | Wimbledon                         | US Open                 | US Open                        |
| Év         | Eredmény Partner         | Utolsó ellenfél                        | Eredmény Partner         | Utolsó ellenfél                    | Eredmény Partner             | Utolsó ellenfél                   | Eredmény Partner        | Utolsó ellenfél                |
| 2024       | 1. kör Viktorija Tomova  | Anna Blinkova Aljakszandra Szasznovics | 1. kör Vera Zvonarjova   | Marta Kosztyuk Elena-Gabriela Ruse | 1. kör Anasztaszija Potapova | Gabriela Dabrowski Erin Routliffe | 3. kör A Pavljucsenkova | Kristina Mladenovic Csang Suaj |
| 2025       | Elődöntő Gyiana Snajgyer | Kateřina Siniaková Taylor Townsend     | Elődöntő Gyiana Snajgyer | Sara Errani Jasmine Paolini        | 3. kör Gyiana Snajgyer       | Sorana Cîrstea Anna Kalinszkaja   |                         |                                |

## Év végi világranglista-helyezései
| Év     | 2022 | 2023 | 2024 |
| Egyéni | 405. | 46.  | 16.  |
| Páros  | –.   | 414. | 69.  |